# Lycenchelys
Lycenchelys är ett släkte av fiskar som beskrevs av Gill, 1884. Lycenchelys ingår i familjen tånglakefiskar.

## Dottertaxa tillLycenchelys, i alfabetisk ordning[1][2]
- Lycenchelys alba
- Lycenchelys albeola
- Lycenchelys albomaculata
- Lycenchelys alta
- Lycenchelys antarctica
- Lycenchelys aratrirostris
- Lycenchelys argentina
- Lycenchelys aurantiaca
- Lycenchelys bachmanni
- Lycenchelys bellingshauseni
- Lycenchelys bullisi
- Lycenchelys callista
- Lycenchelys camchatica
- Lycenchelys chauliodus
- Lycenchelys cicatrifer
- Lycenchelys crotalinus
- Lycenchelys fedorovi
- Lycenchelys folletti
- Lycenchelys hadrogeneia
- Lycenchelys hippopotamus
- Lycenchelys hureaui
- Lycenchelys imamurai
- Lycenchelys incisa
- Lycenchelys jordani
- Lycenchelys kolthoffi
- Lycenchelys lonchoura
- Lycenchelys maculata
- Lycenchelys makushok
- Lycenchelys maoriensis
- Lycenchelys melanostomias
- Lycenchelys micropora
- Lycenchelys monstrosa
- Lycenchelys muraena
- Lycenchelys nanospinata
- Lycenchelys nigripalatum
- Lycenchelys novaezealandiae
- Lycenchelys parini
- Lycenchelys paxillus
- Lycenchelys pearcyi
- Lycenchelys pentactina
- Lycenchelys pequenoi
- Lycenchelys peruana
- Lycenchelys platyrhina
- Lycenchelys plicifera
- Lycenchelys polyodon
- Lycenchelys porifer
- Lycenchelys rassi
- Lycenchelys ratmanovi
- Lycenchelys remissaria
- Lycenchelys rosea
- Lycenchelys ryukyuensis
- Lycenchelys sarsii
- Lycenchelys scaurus
- Lycenchelys squamosa
- Lycenchelys tohokuensis
- Lycenchelys tristichodon
- Lycenchelys uschakovi
- Lycenchelys verrillii
- Lycenchelys wilkesi
- Lycenchelys vitiazi
- Lycenchelys volki
- Lycenchelys xanthoptera